# Clube do Remo
Der Clube do Remo, in der Regel nur kurz Remo genannt, ist ein Fußballverein aus Belém im brasilianischen Bundesstaat Pará.
2021 spielte der Verein in der zweiten brasilianischen Liga, der Série B, musste aber am Saisonende als 17. der Tabelle in die Série C absteigen. 2024 erreichte der Klub in der Série C den vierten Platz und damit die Qualifikation für die Série B 2025.

## Erfolge
Männer:
- Série C: 2005
- Torneio Norte-Nordeste: 1971
- Torneio do Norte: 1968, 1969
- Staatsmeisterschaft von Pará (48×): 1913, 1914, 1915, 1916, 1917, 1918, 1919, 1924, 1925, 1926, 1930, 1933, 1936, 1940, 1949, 1950, 1952, 1953, 1954, 1960, 1964, 1968, 1973, 1974, 1975, 1977, 1978, 1979, 1986, 1989, 1990, 1991, 1993, 1994, 1995, 1996, 1997, 1999, 2003, 2004, 2007, 2008, 2014, 2015, 2018, 2019, 2022, 2025
- Copa Verde: 2021

Frauen:
- Staatsmeisterschaft von Pará: 1983, 2021, 2022, 2023

## Stadion

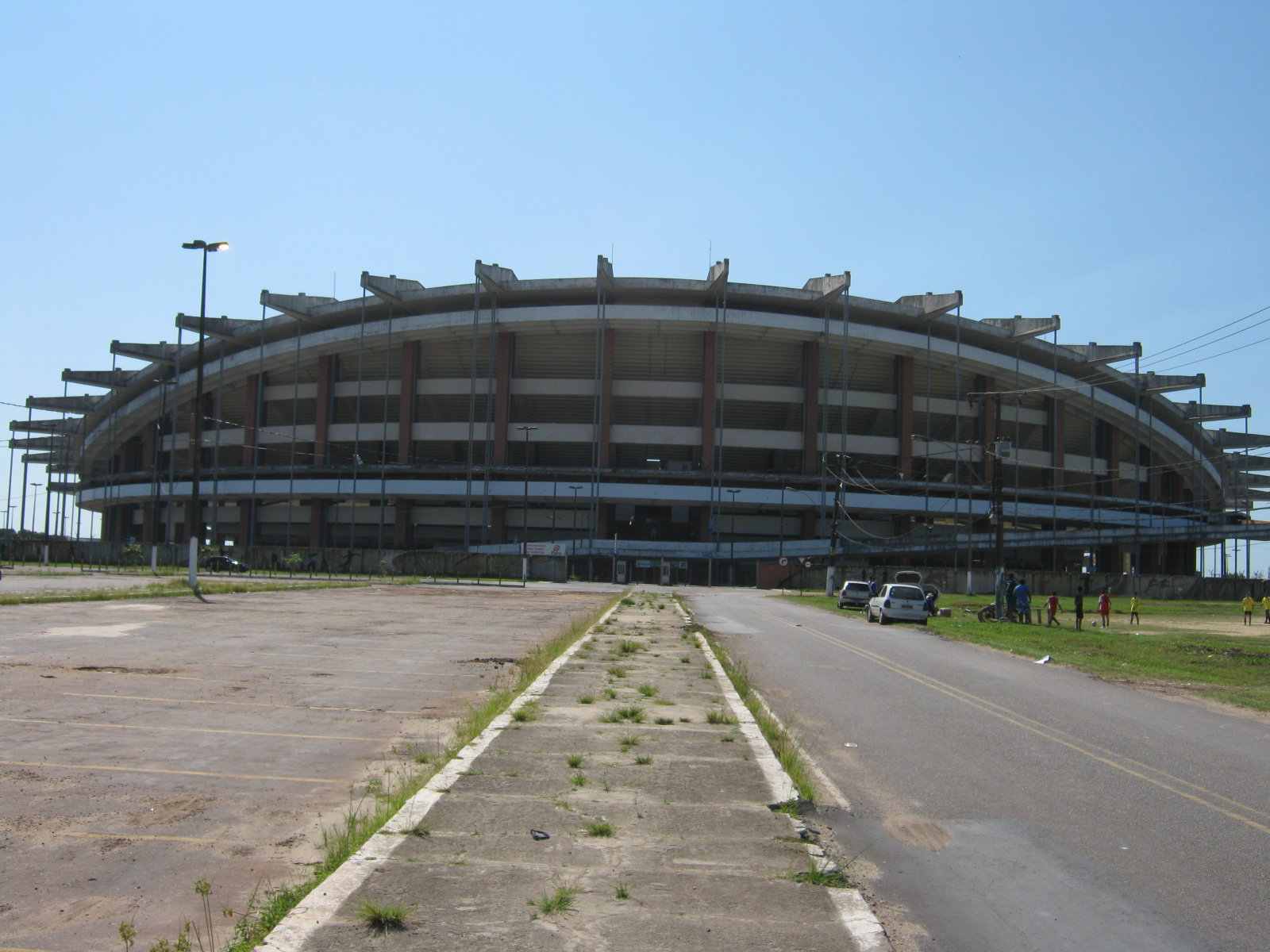
Estádio Olímpico do Pará

Der Verein trägt seine Heimspiele im Estádio Olímpico do Pará in Belém aus. Das Stadion hat ein Fassungsvermögen von 45.007 Personen. Eigentümer der Sportstätte ist der Bundesstaat Pará.

## Trainerchronik
Stand: Oktober 2024
| Trainer            | Nation            | von                | bis                |
| ------------------ | ----------------- | ------------------ | ------------------ |
| Paulo Emilio       | Brasilien         | 1. April 1974      | 30. Juni 1974      |
| Edu                | Brasilien         | 1. Juli 1992       | 31. Dezember 1992  |
| Cuca               | Brasilien         | 1. Juli 2000       | 30. Juni 2001      |
| Júlio César Leal   | Brasilien         | 10. Januar 2003    | 31. Mai 2004       |
| Givanildo Oliveira | Brasilien         | 29. April 2003     | 18. Dezember 2003  |
| Givanildo Oliveira | Brasilien         | 17. August 2004    | 2. Dezember 2004   |
| Tita               | Brasilien         | 13. Dezember 2004  | 19. Februar 2005   |
| Roberval Davino    | Brasilien         | 3. August 2005     | 1. November 2005   |
| Arthur Neto        | Brasilien         | 15. Juni 2006      | 18. Juli 2006      |
| Giba               | Brasilien         | 24. August 2006    | 21. Februar 2007   |
| Giba               | Brasilien         | 22. März 2010      | 14. September 2010 |
| Paulo Comelli      | Brasilien Italien | 28. November 2010  | 18. Mai 2011       |
| Givanildo Oliveira | Brasilien         | 18. Mai 2011       | 1. August 2011     |
| Roberto Fernandes  | Brasilien         | 27. März 2014      | 12. Oktober 2014   |
| Zé Teodoro         | Brasilien         | 18. Dezember 2014  | 30. März 2015      |
| Leston Júnior      | Brasilien         | 26. November 2015  | 28. März 2016      |
| Waldemar Lemos     | Brasilien         | 29. Juni 2016      | 30. September 2016 |
| Ney da Matta       | Brasilien         | 8. November 2017   | 26. Februar 2018   |
| Givanildo Oliveira | Brasilien         | 1. März 2018       | 28. Mai 2018       |
| Márcio Fernandes   | Brasilien         | 25. Februar 2019   | 26. August 2019    |
| Rafael Jaques      | Brasilien         | 5. Dezember 2019   | 20. Februar 2020   |
| Mazola Júnior      | Brasilien         | 27. Februar 2020   | 21. September 2020 |
| Paulo Bonamigo     | Brasilien         | 24. September 2020 | 30. Juni 2021      |
| Netão              | Brasilien         | 30. Juni 2021      | 6. Juli 2021       |
| Felipe Conceição   | Brasilien         | 7. Juli 2021       | 10. November 2021  |
| Eduardo Baptista   | Brasilien         | 12. November 2021  | 14. Dezember 2021  |
| Paulo Bonamigo     | Brasilien         | 14. Januar 2022    | 20. Juni 2022      |
| Gerson Gusmão      | Brasilien         | 28. Juni 2022      | 16. August 2022    |
| Marcelo Cabo       | Brasilien         | 3. Januar 2023     | 23. Mai 2023       |
| Fabio Cortez       | Brasilien         | 24. Mai 2023       | 28. Mai 2023       |
| Ricardo Catalá     | Brasilien         | 29. Mai 2023       | 29. Februar 2024   |
| Mariozinho         | Brasilien         | 1. März 2024       | 4. März 2024       |
| Gustavo Morínigo   | Paraguay          | 5. März 2024       | 23. Mai 2024       |
| Gonzalo Llanos     | Argentinien       | 24. Mai 2024       | 27. Mai 2024       |
| Rodrigo Santana    | Brasilien         | 29. Mai 2024       | 12. März 2025      |
| Daniel Paulista    | Brasilien Italien | 21. März 2025      |                    |